# Castello di Puilaurens

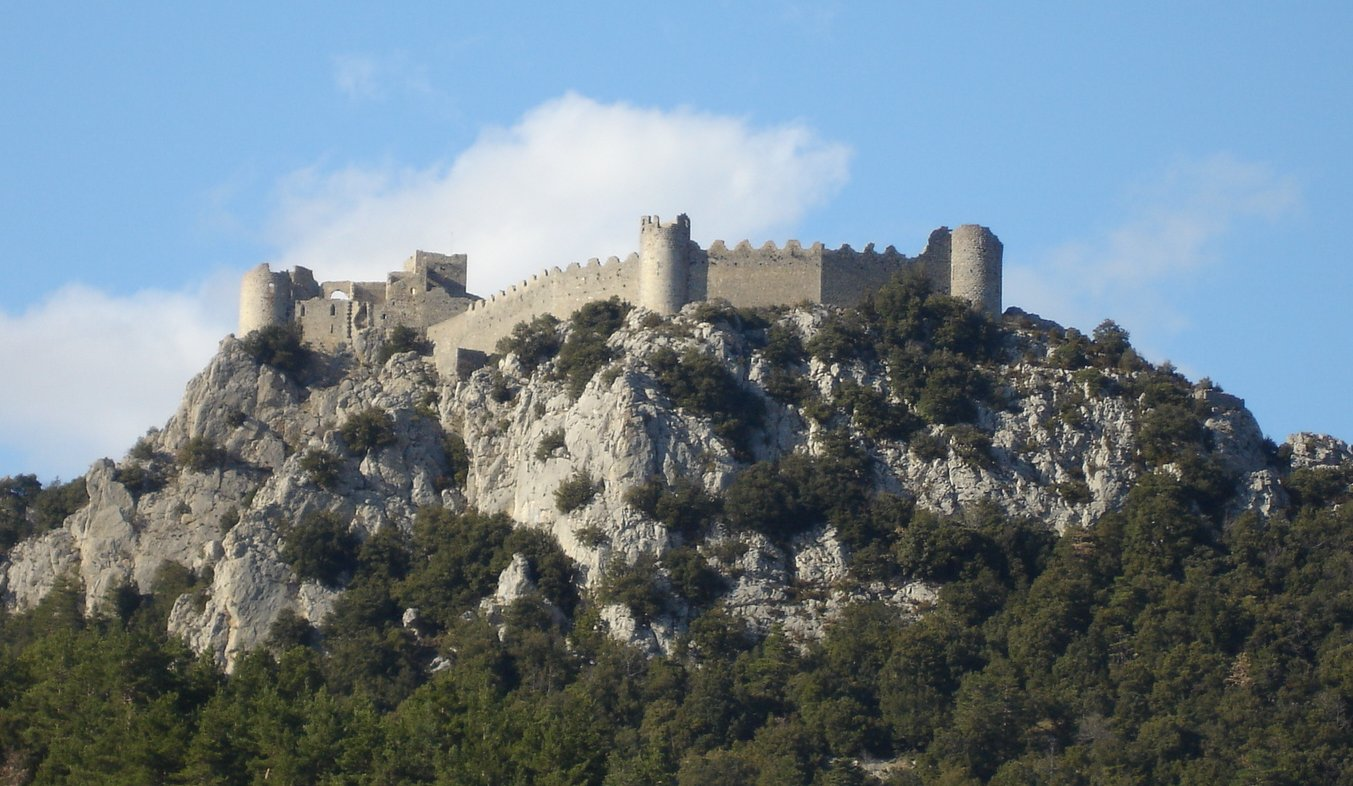
Il castello di Puilaurens

Il castello di Puilaurens è un castello, prima cataro e poi francese, già esistente nel X secolo e abbandonato alla fine del XVII. Si trova nel comune di Lapradelle-Puilaurens, nel dipartimento francese dell'Aude, su uno sperone roccioso (monte Ardu, 697 m s.l.m.) che domina la valle della Boulzane o vallata Saint-Croix.

## Storia
Il castello venne citato per la prima volta in un documento del 958, con cui il re Lotario di Francia lo cedeva all'abbazia di San Michele di Cuxa insieme alla vallata sottostante. Il documento menziona l'esistenza di una chiesa fortificata dedicata a san Lorenzo, probabilmente costruita in epoca carolingia.
Nel 1162 appartenne al regno di Aragona. Ne furono signori prima Pierre Catala (1217), Guillaume de Peyrepertuse (1229) e in seguito il figlio di Pierre, Roger Catala (1242.
Durante la crociata albigese fu rifugio del diacono cataro Pierre Paraire (1241) e successivamente di numerosi altri catari (1245-1246). Simone di Montfort non riuscì a conquistarlo, ma nel 1250 passò in mano francese. Nel 1255 fu fortificato per ordine del re Luigi IX e con il trattato di Corbeil divenne ufficialmente una fortezza difensiva verso il regno di Aragona e nel 1259 vi si installò una guarnigione guidata da Oddone di Monteuil, con un cappellano e 25 "sergenti in armi" (sergent d'armes).
Tra il 1279 e il 1285 vi furono condotti lavori che ne rafforzarono ulteriormente le difese.
Fece parte della rete di castelli chiamati "i cinque figli di Carcassonne.
Dopo il trattato dei Pirenei del 1659, che fissava la frontiera franco-spagnola sullo spartiacque dei Pirenei, perse di importanza e non vi furono più eseguiti lavori di manutenzione, mentre vi restava una ridotta guarnigione. Fu definitivamente abbandonato al momento della Rivoluzione francese.

## Descrizione

Pianta del castello di Puilaurens: 1 scala di accesso, 2 barbacane, 3 rampa di accesso al maschio centrale, 4 torre sud, 5 posterula di sud-est, 6 torre sud-est, 7 posterula nord, 8 cisterna, 9 maschio centrale, 10 torre della Dama Bianca

Agli inizi del XIII secolo il castello era probabilmente costituito da un torrione con una cinta dal perimetro irregolare, a strapiombo sulle rocce, che racchiudeva un villaggio, in modo simile ai castelli di Montsègur e di Lastours.
Dopo il 1258 furono aggiunte alla cinta muraria quattro torri circolari e il torrione quadrato centrale fu racchiuso da una seconda cortina interna alla precedente, in modo da costituire un'ulteriore linea di difesa. Probabilmente edifici di legno all'interno delle due cortine murarie completavano il tutto, ma di esse non è rimasta alcuna traccia.
L'accesso era costituito da uno stretto sentiero che risale la collina, lungo il quale nel XV secolo furono disposti dieci muri in stretta successione, che costringono ad un difficile percorso a zig-sag, esposto ai tiri dei difensori della fortezza.